# Cicindelíneos
Cicindelíneos (cientificamente denominados Cicindelinae; popularmente denominados, em português, cicindelas -pl. - palavra proveniente de pisca-pisca, também a denominação dada a um gênero: Cicindela - tetracas, besouros-assassinos, tigres-velozes ou besouros-tigre -pl.; tiger beetles ou assassin beetles, em inglês) são uma subfamília de insetos predadores da ordem Coleoptera e da família Carabidae, proposta por Pierre André Latreille no ano de 1802. Em sua antiga nomenclatura eram uma família, Cicindelidae, agora em desuso. São considerados os insetos mais velozes do mundo, conseguindo correr a até 2,5 metros por segundo, ou seja, percorrer 125 vezes o comprimento do seu corpo em um segundo. São tão velozes que precisam dar pequenas pausas, entre as corridas, para fazer correções visuais e continuar a perseguição de suas presas. Existem mais de 2.600 espécies conhecidas de Cicindelinae, distribuídas por todas as regiões, com exceção dos círculos polares; com a mais rica diversidade na região indo-malaia, seguida pela região neotropical.

## Descrição do adulto
Os Cicindelinae são besouros geralmente de tamanho pequeno a médio (de 2 a 45 milímetros; mas algumas espécies, como Manticora latipennis, podem exceder os 70 milímetros), com olhos salientes, globosos lateralmente, que tornam suas cabeças mais largas que o protórax e tão largas quanto a base de seus élitros; dotados de pernas compridas e antenas filiformes. Apresentam mandíbulas proeminentes e fortemente denteadas, adaptadas a seus hábitos de caça; geralmente finas e longas, com o ápice encurvado para dentro. São comumente de cor metálica a iridescente, vistosamente coloridos, geralmente em tons verdes ou pardos; mais raramente entre o azul e o roxo, vermelho ou violeta; também apresentando manchas em amarelo, laranja ou branco. Alguns gêneros são uniformemente castanhos ou negros (Omus, Amblycheila, Mantica, Manticora). Embora muitas espécies possuam asas bem desenvolvidas, algumas espécies possuem asas atrofiadas ou mesmo ausentes, que podem, inclusive, ter os seus élitros soldados; incluindo espécies com formatos de formigas, em um notável caso de mimetismo.

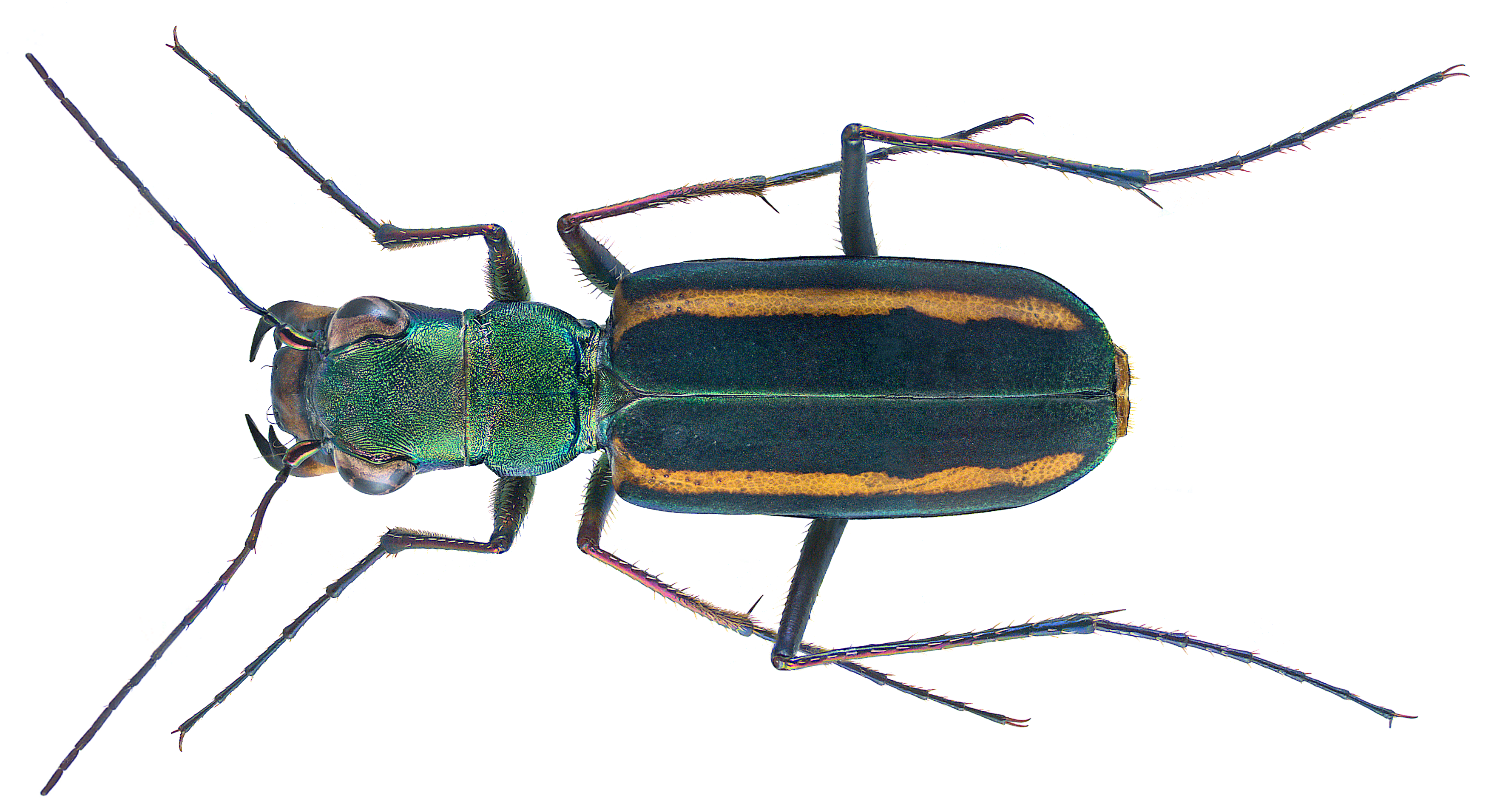
Fotografia de Calochroa interruptofasciata, um Cicindelinae encontrado em Ninh Binh, Vietnã.
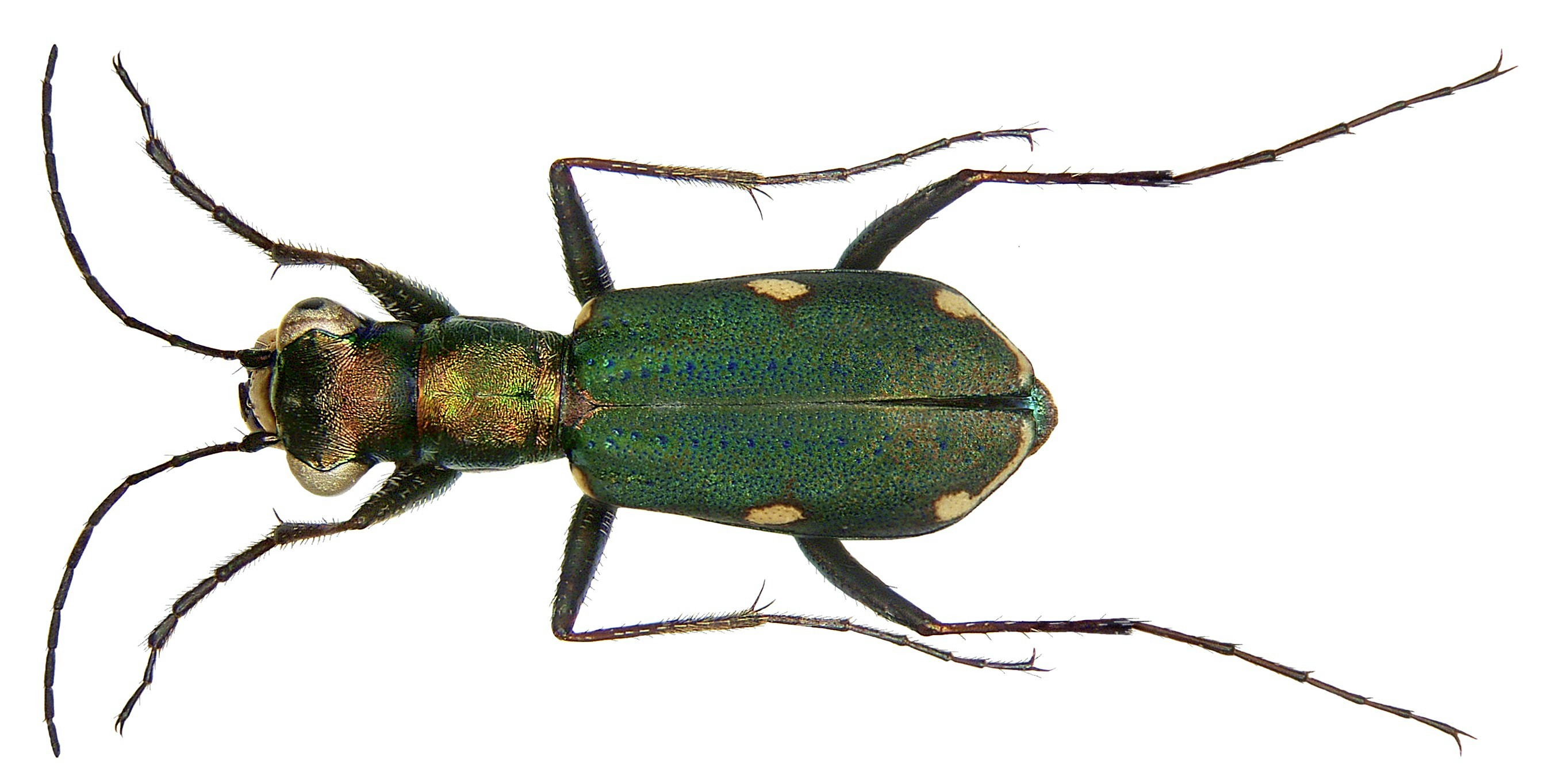
Fotografia de Cylindera germanica, um Cicindelinae encontrado na Europa.
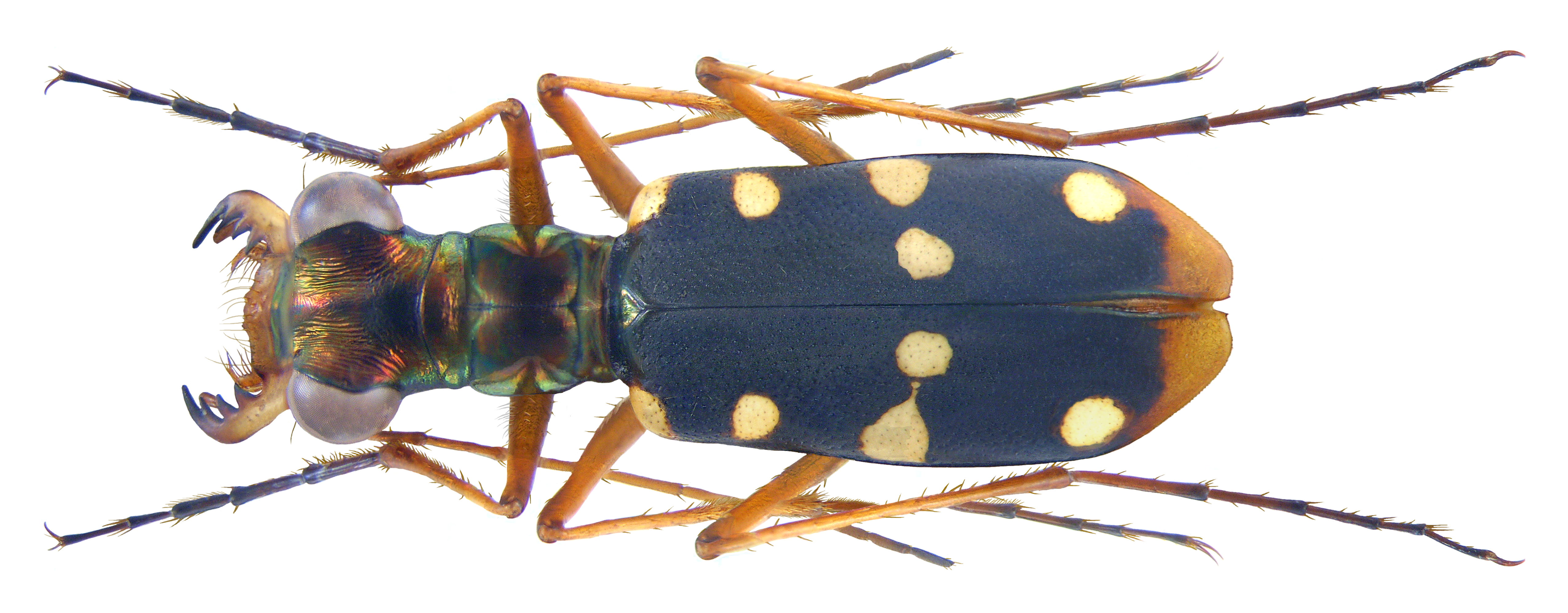
Fotografia de Thopeutica sawadai, um Cicindelinae encontrado em Sulawesi, Indonésia.
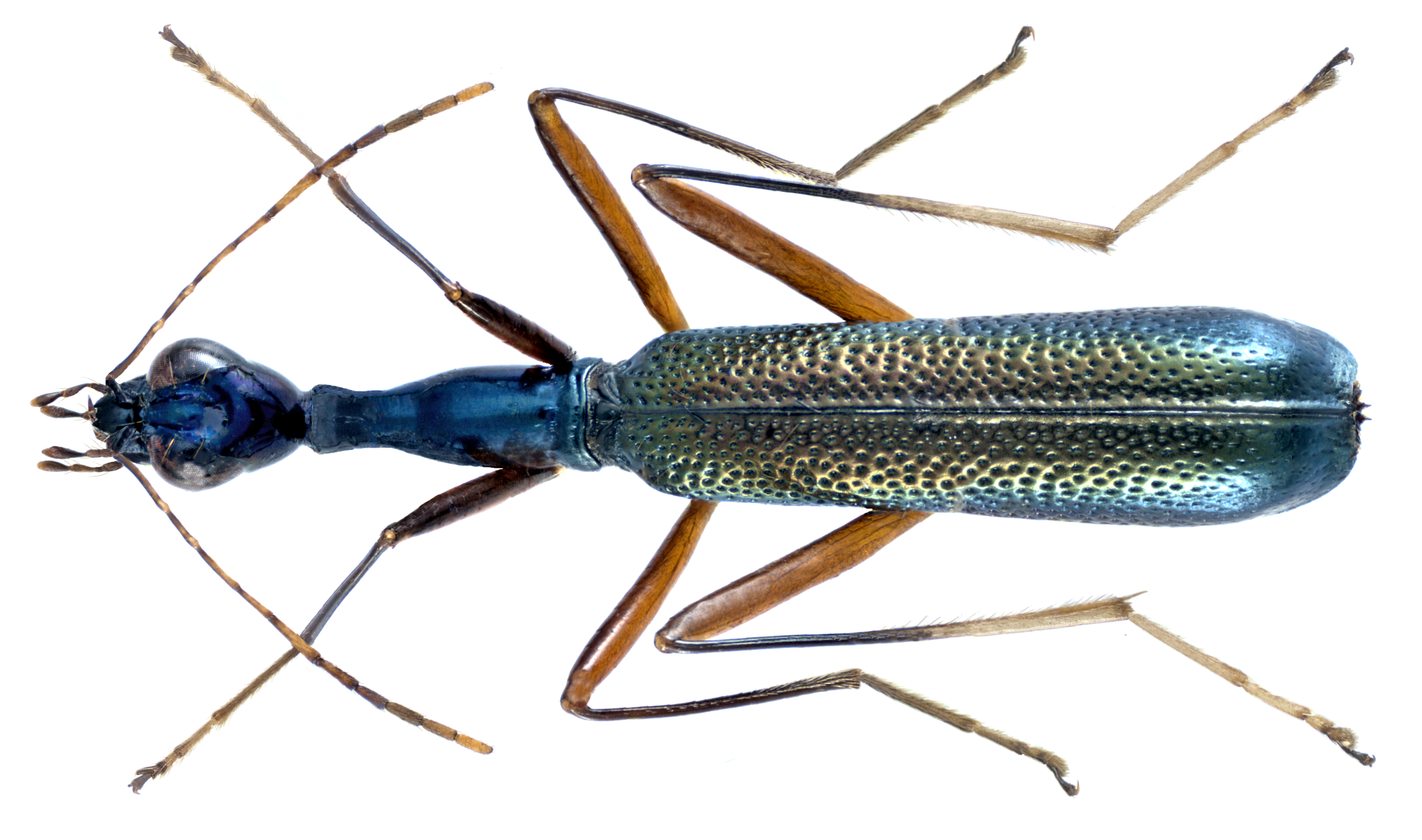
Fotografia de Neocollyris variitarsis, um Cicindelinae encontrado em Cao Bang, Vietnã.
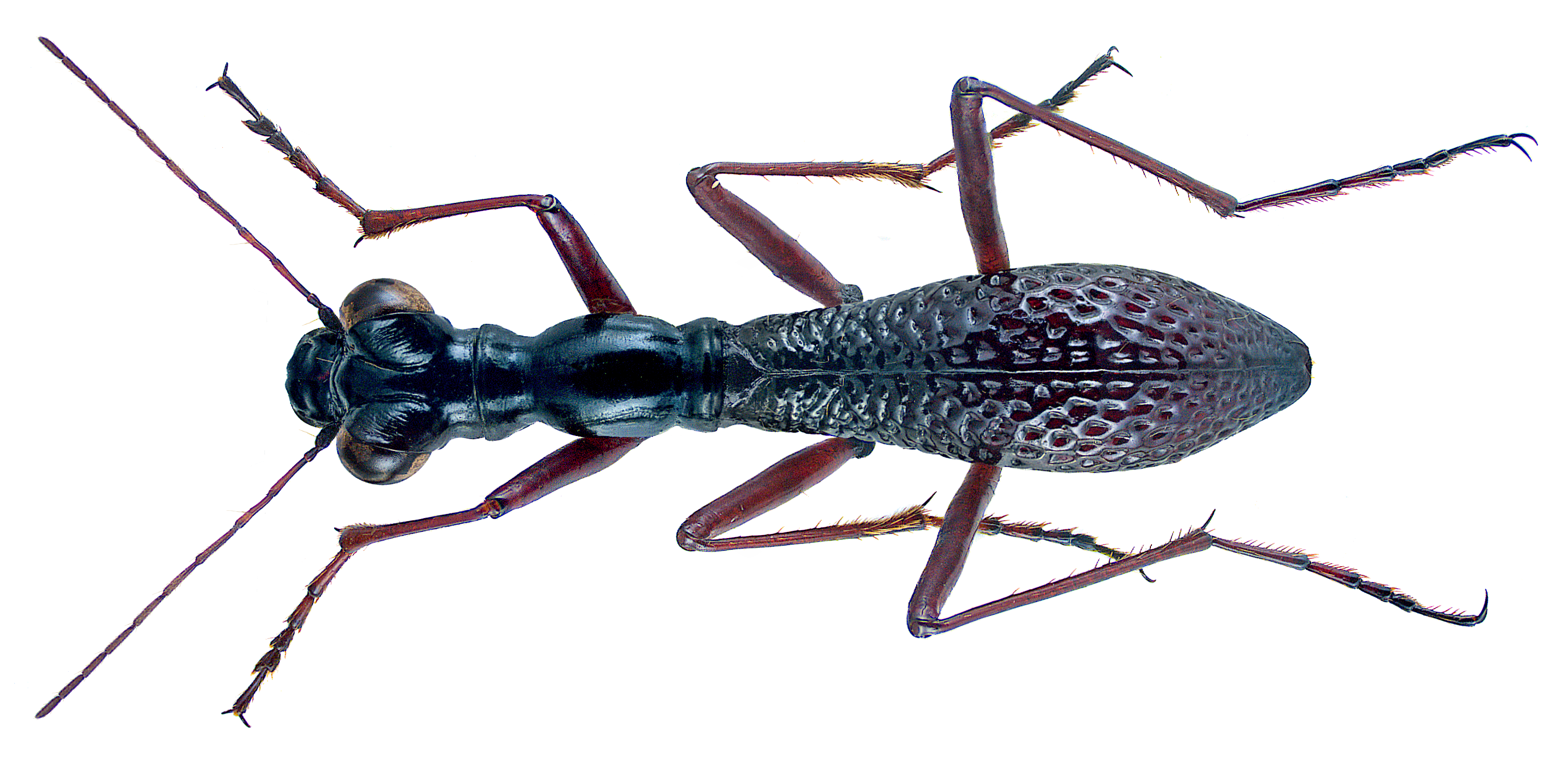
Fotografia de Tricondyla gestroi, um Cicindelinae encontrado em Lao Cai, Vietnã.
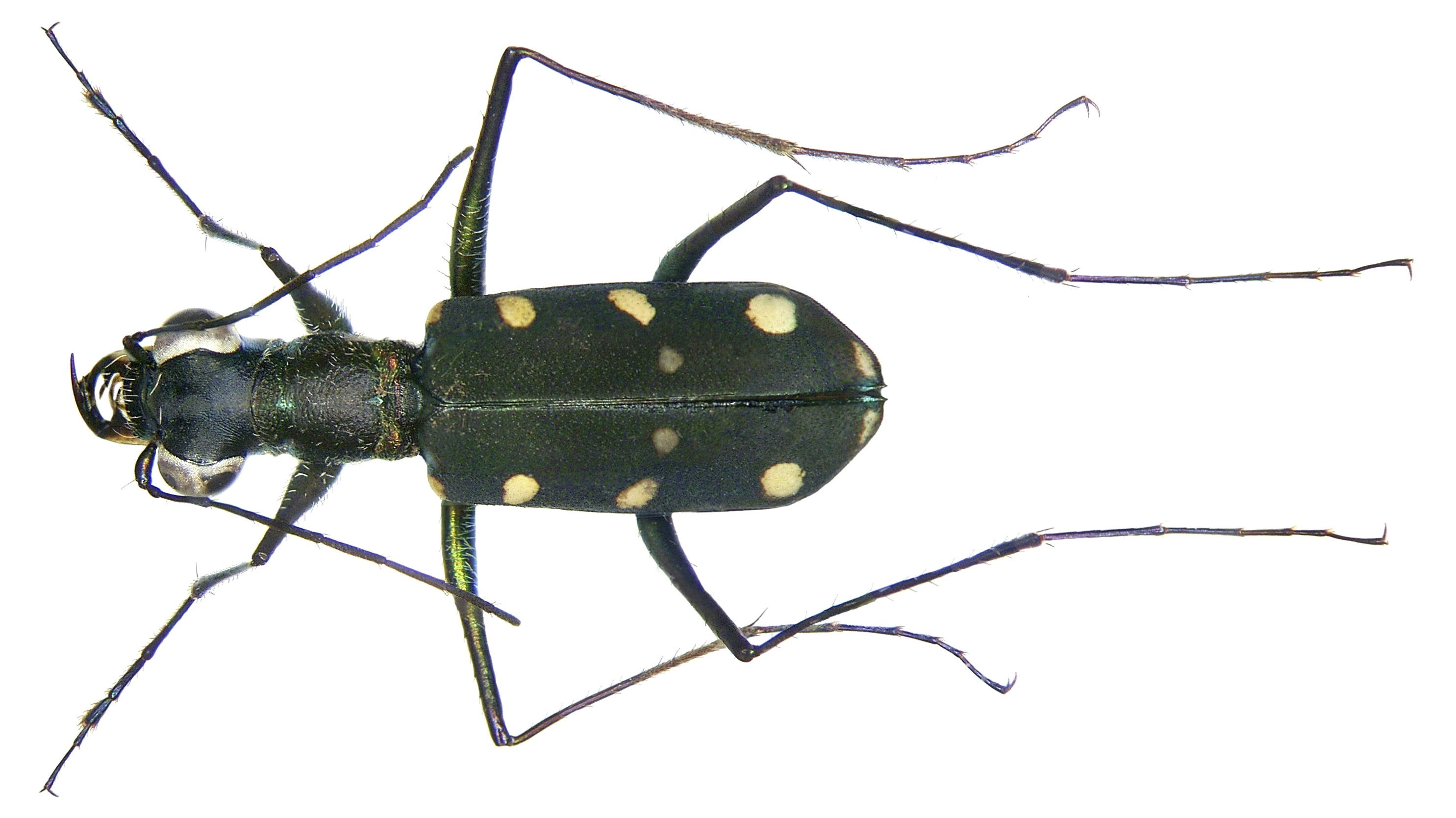
Fotografia de Thopeutica stenodera, um Cicindelinae encontrado em Sulawesi, Indonésia.
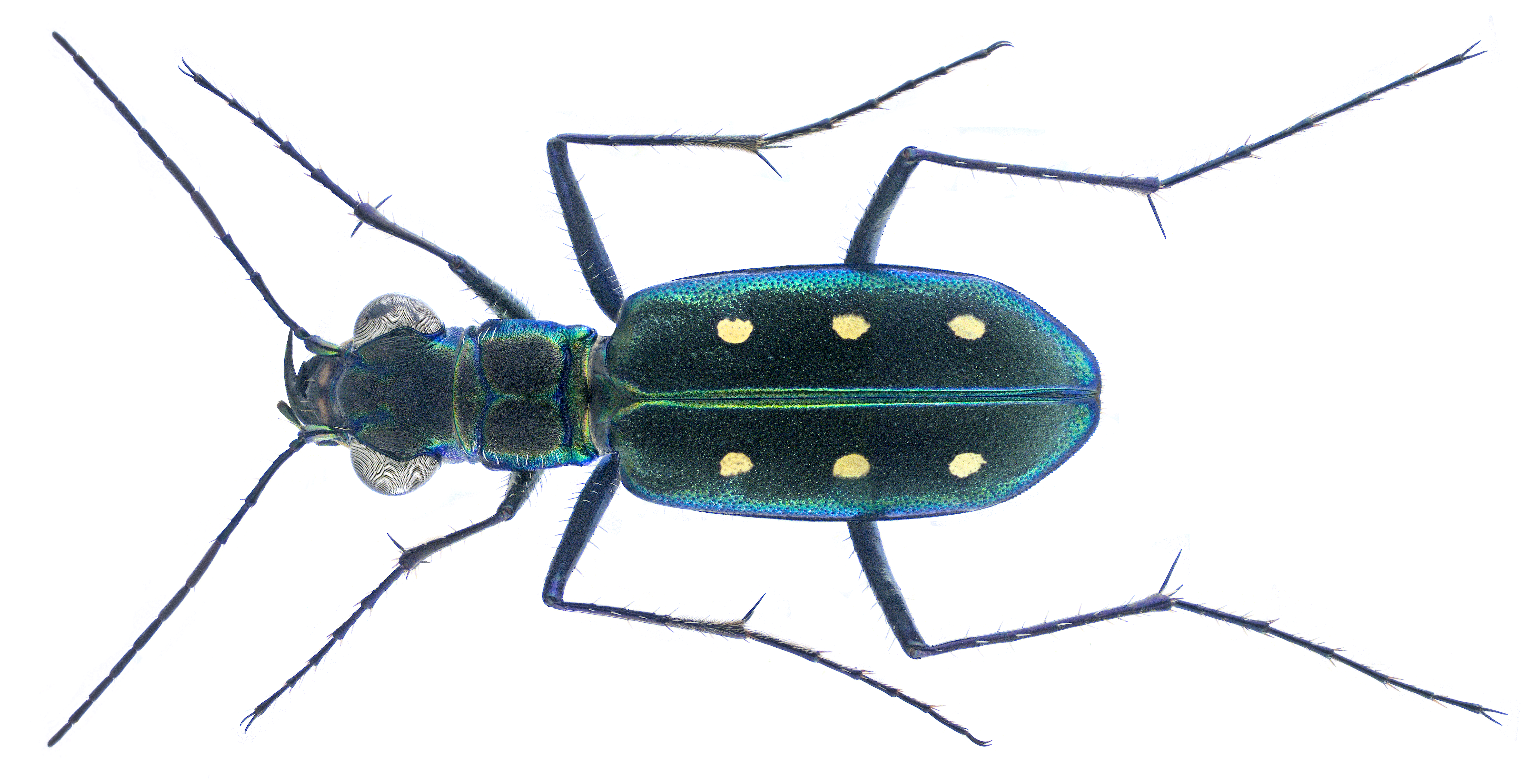
Fotografia de Calochroa flavomaculata, um Cicindelinae encontrado na Tailândia.
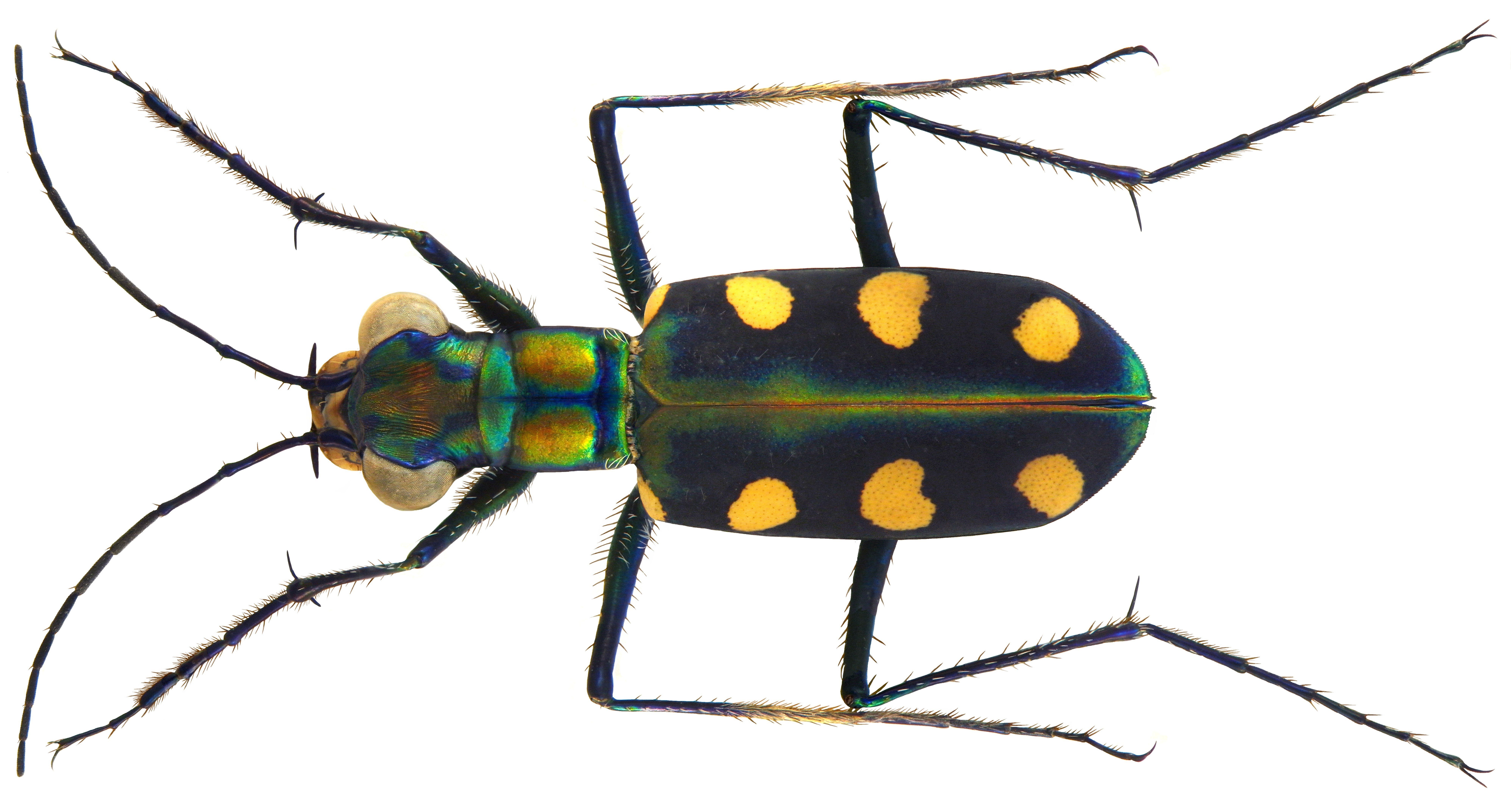
Fotografia de Cosmodela aurulenta, um Cicindelinae encontrado na Malásia.
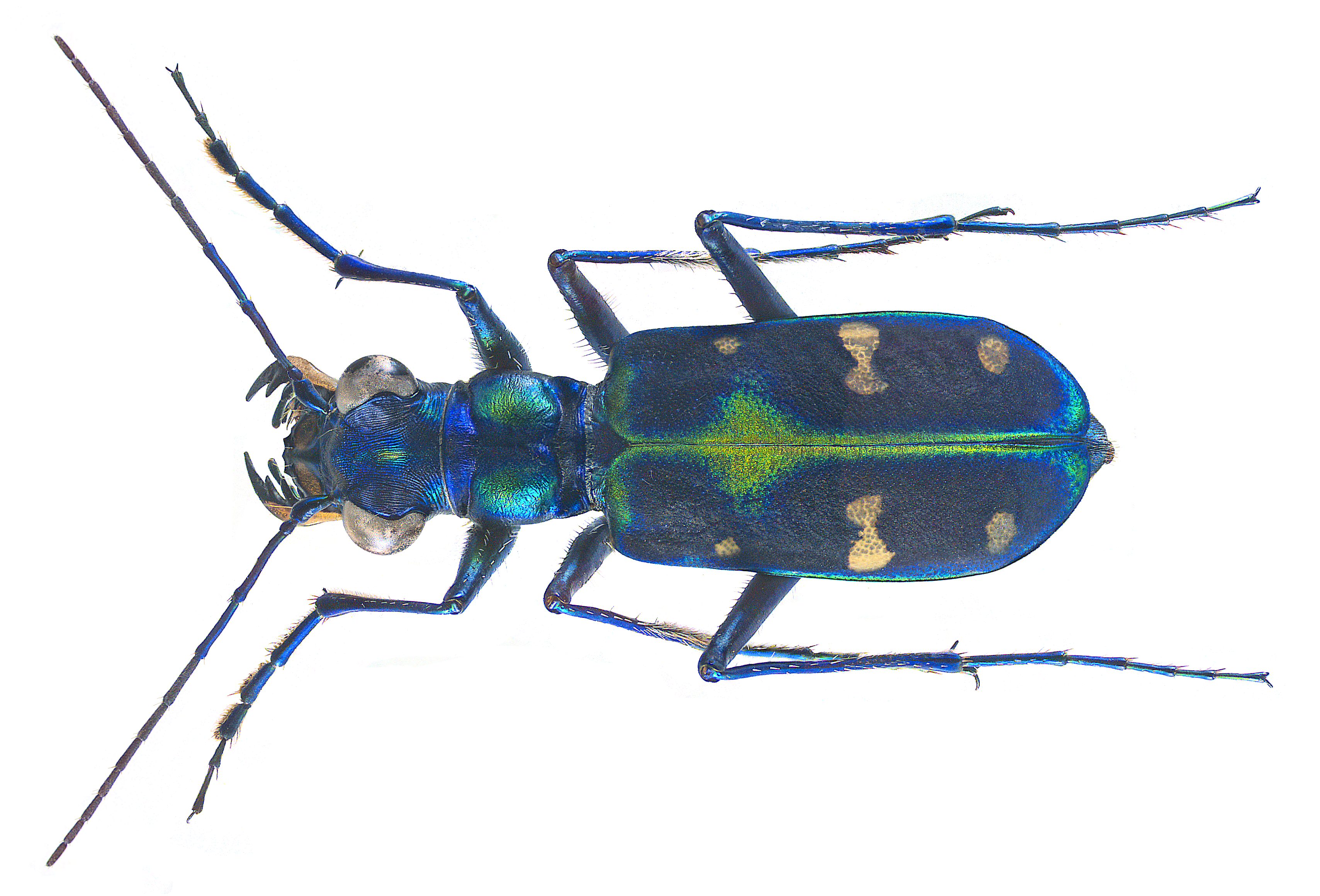
Fotografia de Cosmodela duponti, um Cicindelinae encontrado em Bac Giang, Vietnã.
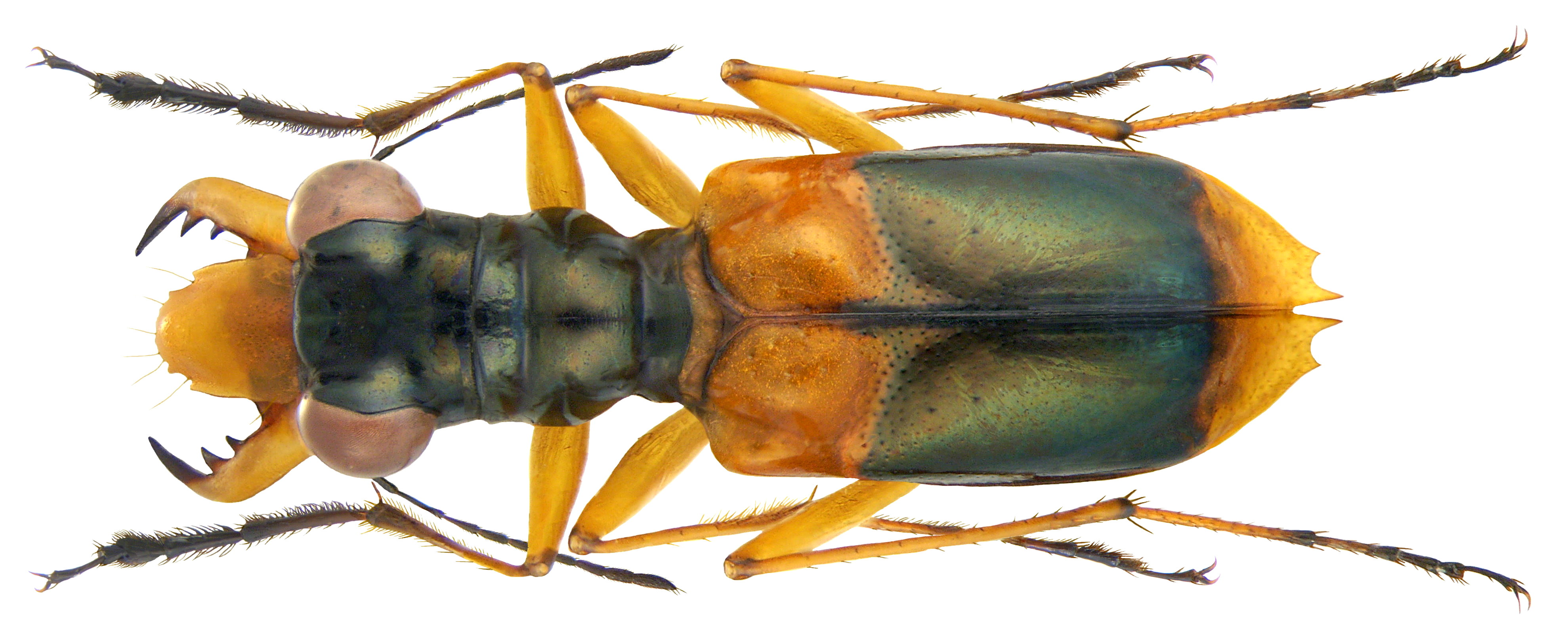
Fotografia de Therates payeni, um Cicindelinae encontrado em Sulawesi, Indonésia.
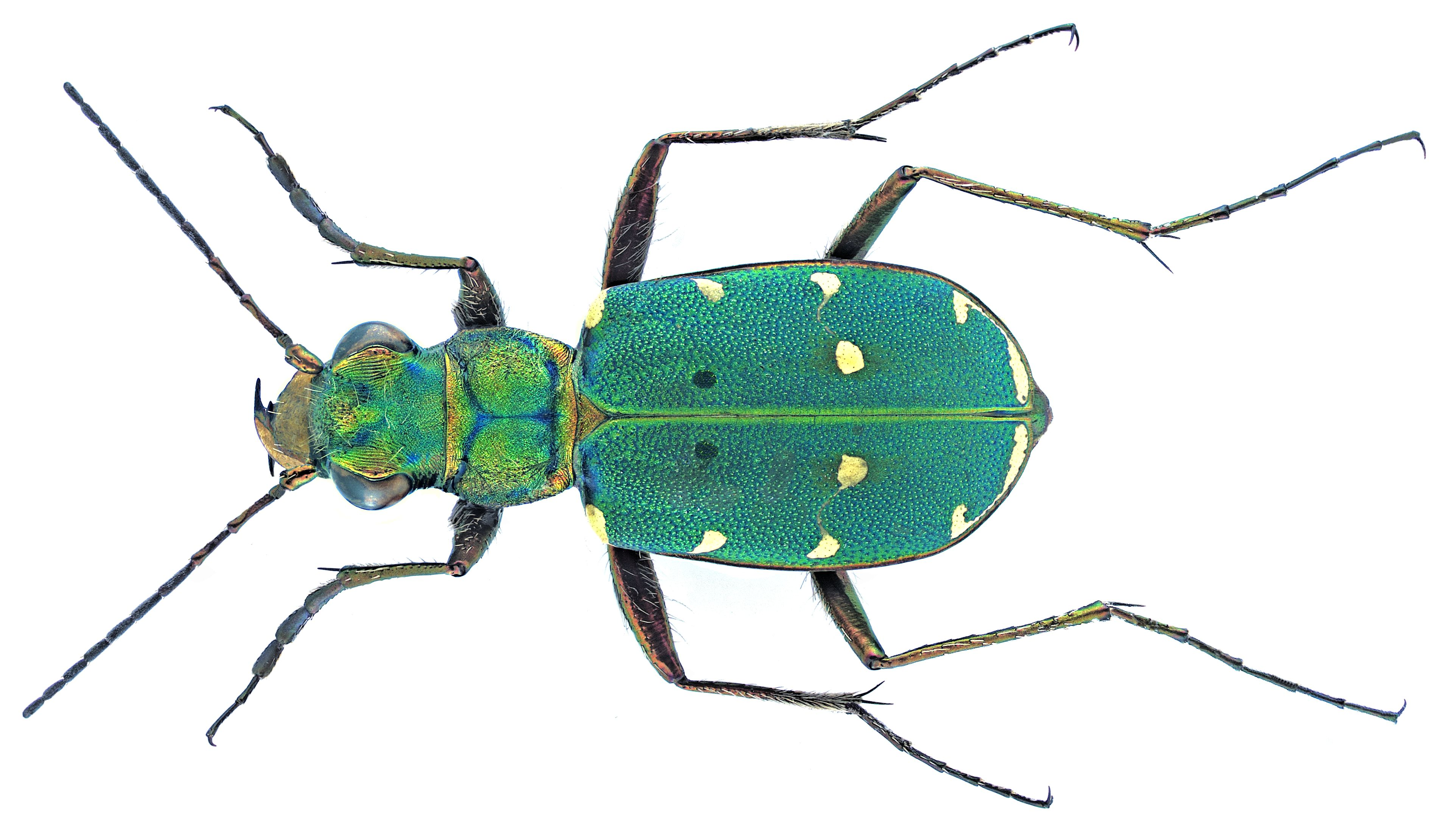
Fotografia de Cicindela campestris, um Cicindelinae encontrado na Europa.
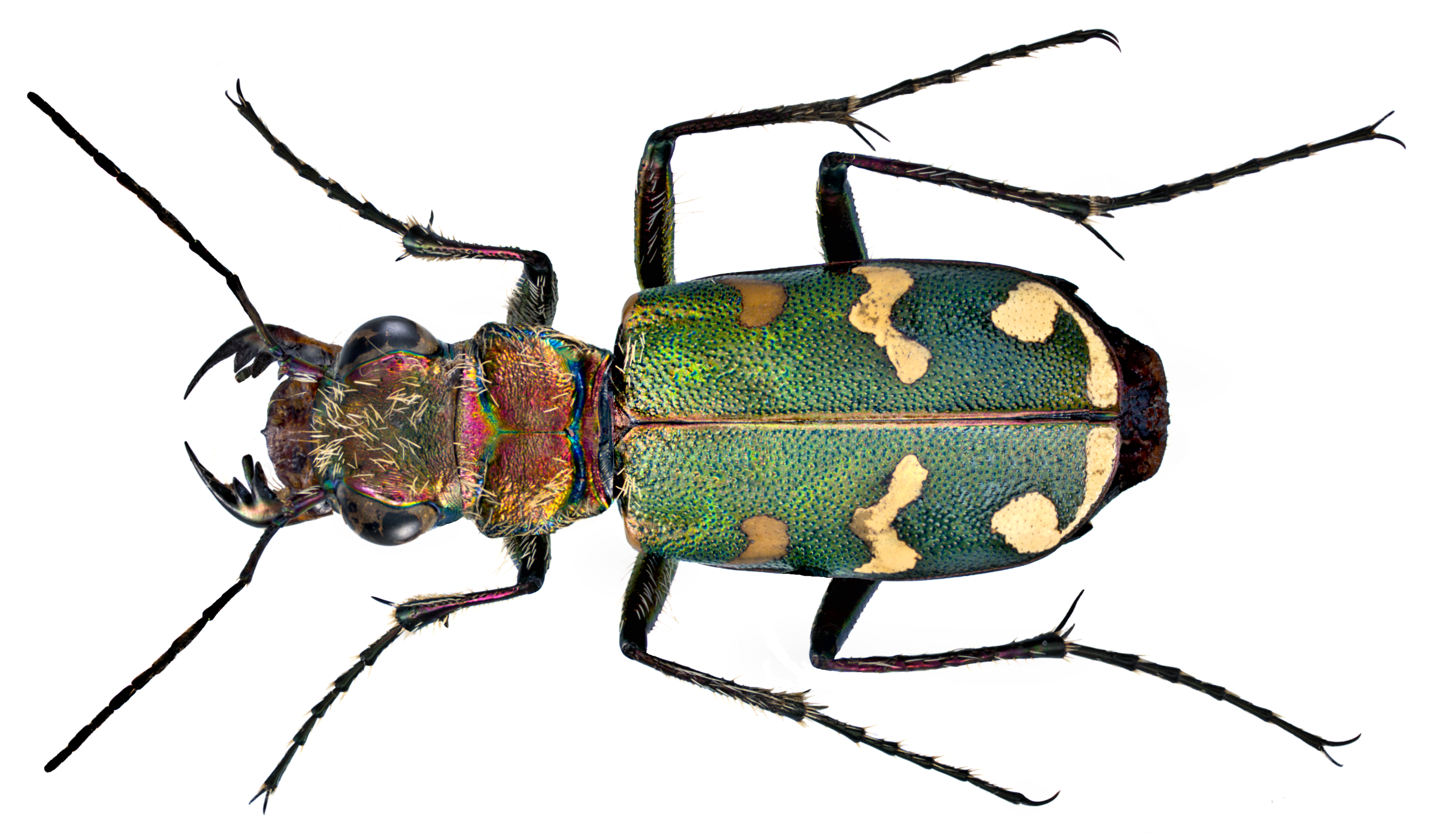
Fotografia de Cicindela soluta, um Cicindelinae encontrado na Europa.
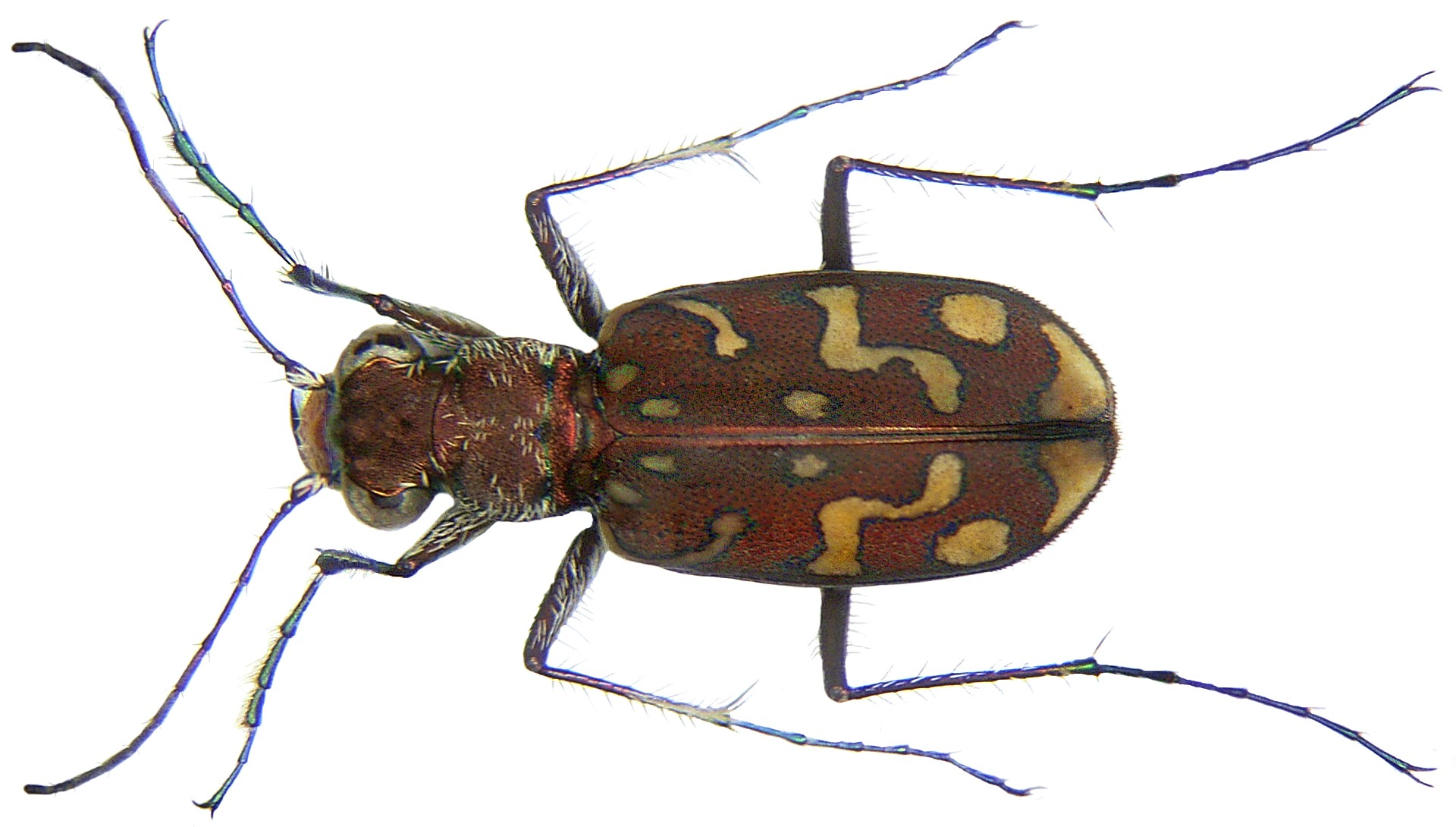
Fotografia de Cicindela flexuosa, um Cicindelinae encontrado na Tunísia.
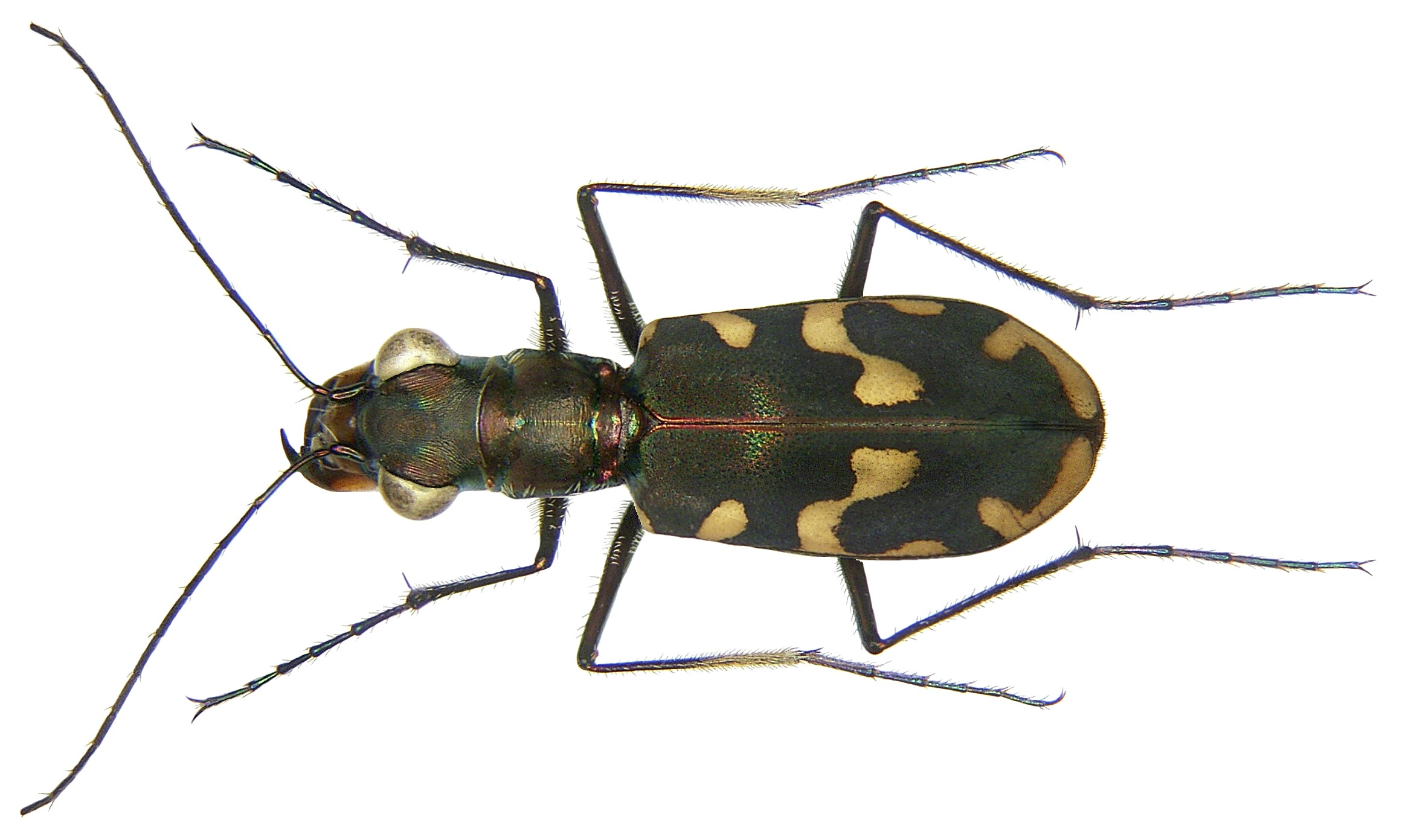
Fotografia de Calomera decemguttata, um Cicindelinae encontrado em Halmaera, Indonésia.

## Descrição da larva
Após a cópula a fêmea coloca seus ovos no substrato, de onde surgem larvas de hábito fossorial e grandes mandíbulas ventrais, adaptadas geralmente a cavar o solo e construir pequenas tocas verticais e circulares, onde se inserem e se posicionam à espreita de suas presas; sobre as quais se projetam, de costas e de surpresa, tapando a entrada com suas vastas cabeças. Uma das características mais distintas está presente no dorso do quinto segmento abdominal, onde dois grandes ganchos, voltados para cima, têm como função fixar o animal em sua galeria, que pode chegar de 30 a 50 centímetros de profundidade. A sua transformação em ninfa e a sua eclosão ocorrem no interior destas galerias. Tais galerias, dependendo da espécie, podem estar em solo plano, barrancos, folhiço e até mesmo em madeira podre.
- Vídeo de Cicindela sexguttata, fêmea em oviposição.

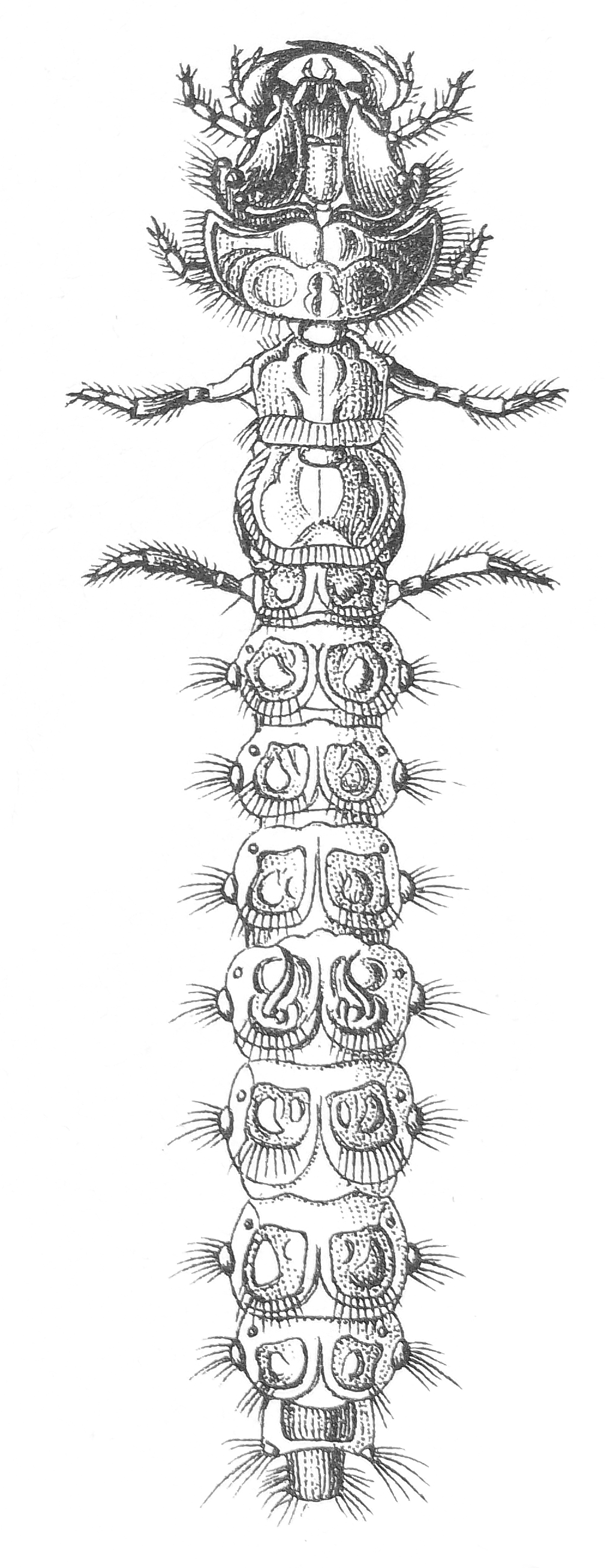
Ilustração de uma larva de Cicindela hybrida, mostrando seus ganchos abdominais.
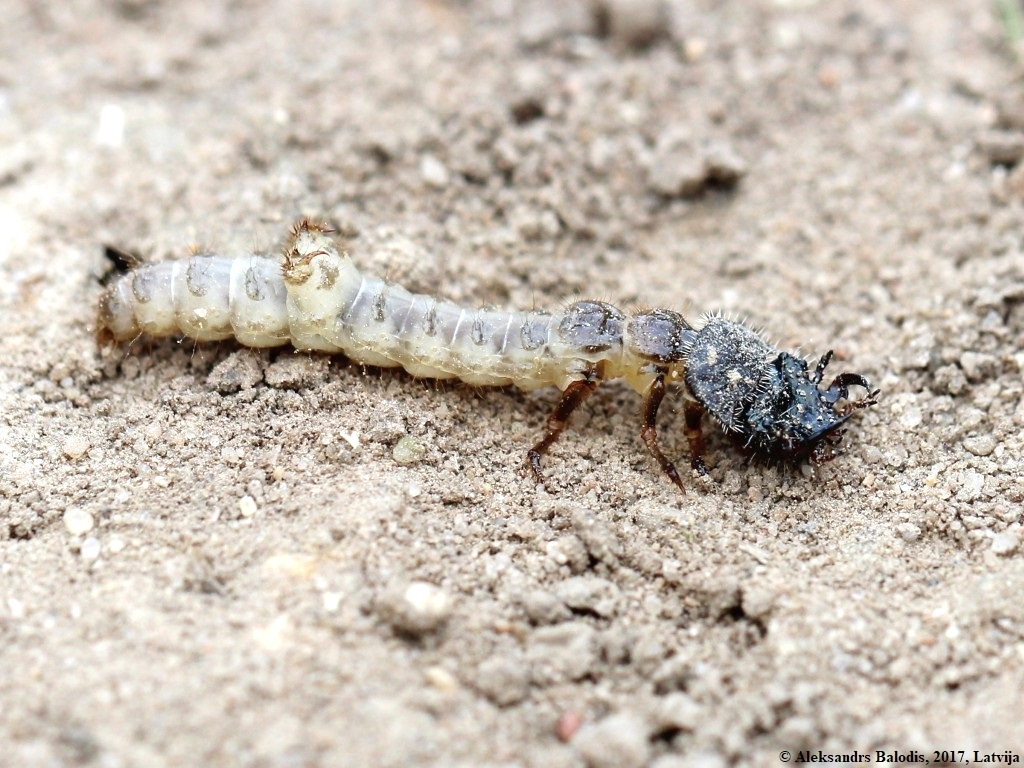
Fotografia de uma larva de Cicindela campestris, mostrando seus ganchos abdominais.
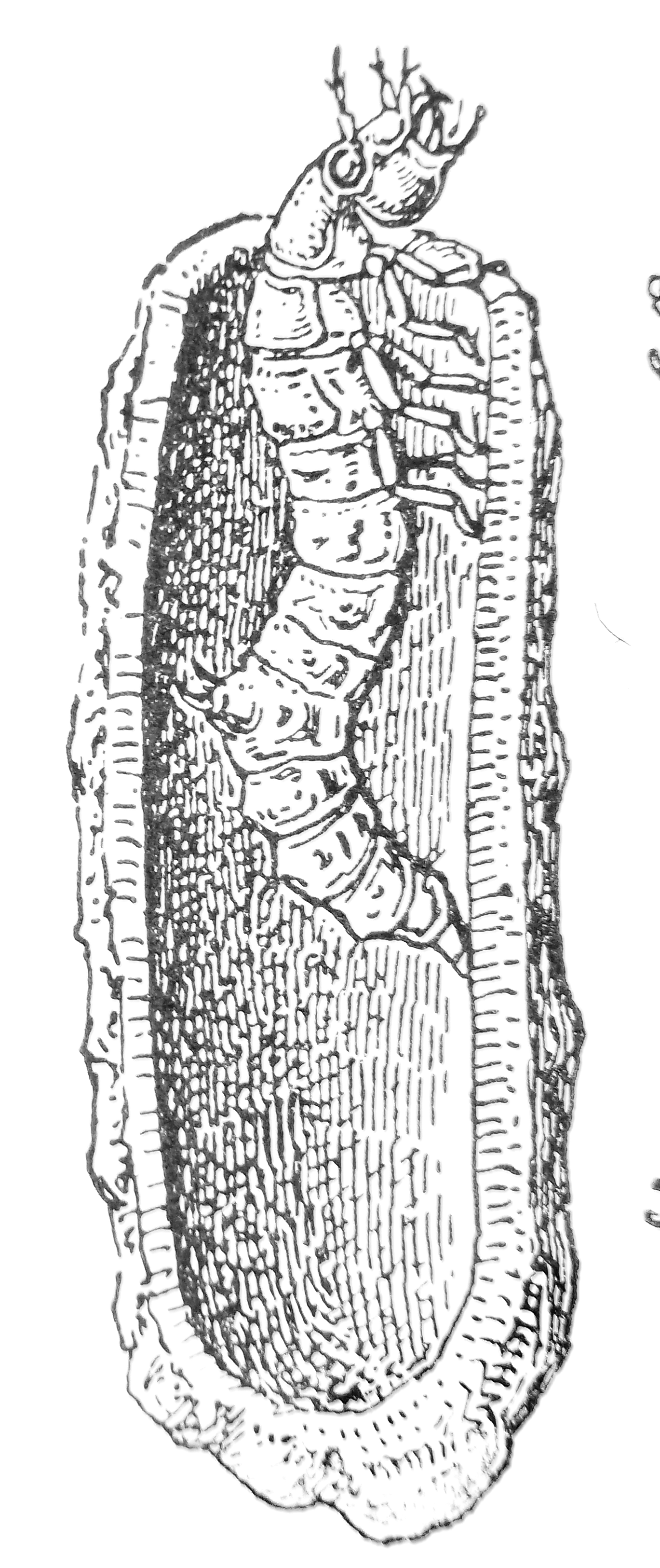
Ilustração de uma larva de Cicindela hybrida, mostrando seu posicionamento na toca.
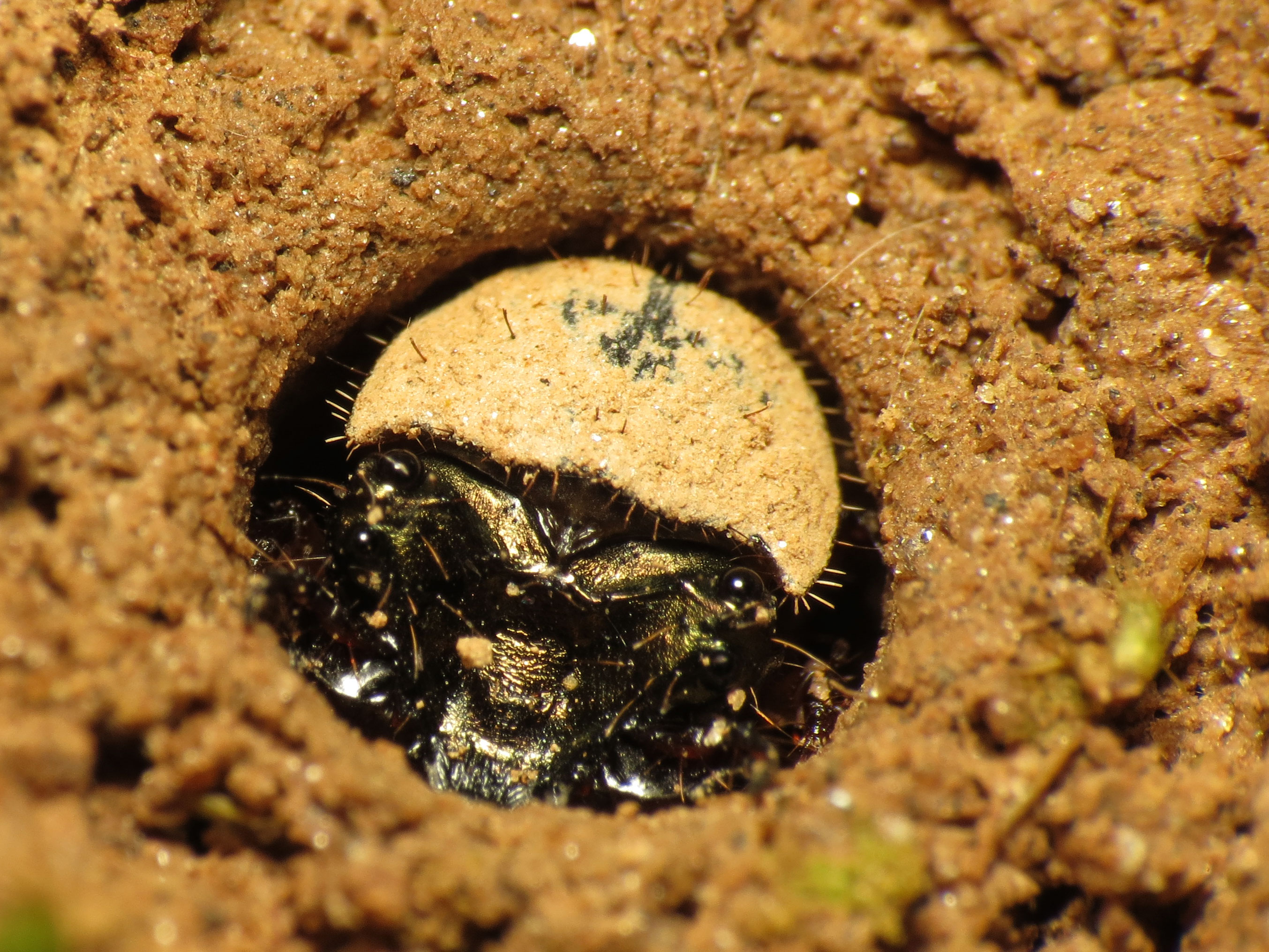
Fotografia da cabeça da larva de um Cicindelinae, na entrada da toca.

## Habitat e hábitos
Besouros Cicindelinae têm preferência por habitar a mesma região de suas larvas, em habitats abertos e ensolarados, como bordas de riachos, praias, estradas de terra, orlas de bosques e dunas de areia; onde os adultos perseguem suas presas com grande agilidade, as capturando com suas mandíbulas falciformes; geralmente voando como moscas e apresentando hábitos diurnos. Existem espécies que exalam um leve odor repugnante quando atacadas ou capturadas. Também podem ministrar mordidas dolorosas quando são manipulados, ou levantar voo agilmente quando são perseguidos.

## Tribos
A subfamília Cicindelinae contém seis tribos:
- Tribo Amblycheilini Csiki, 1903
- Tribo Cicindelini Latreille, 1802
- Tribo Collyridini Brullé, 1834
- Tribo Ctenostomatini Laporte, 1834
- Tribo Manticorini Laporte, 1834
- Tribo Megacephalini Laporte, 1834[5]